# Heinrich Kipp (Kupferstecher)
Heinrich Kipp (* 1826 in Wetzlar; † nach 1860) war ein deutscher Kupferstecher der Düsseldorfer Schule.

## Leben

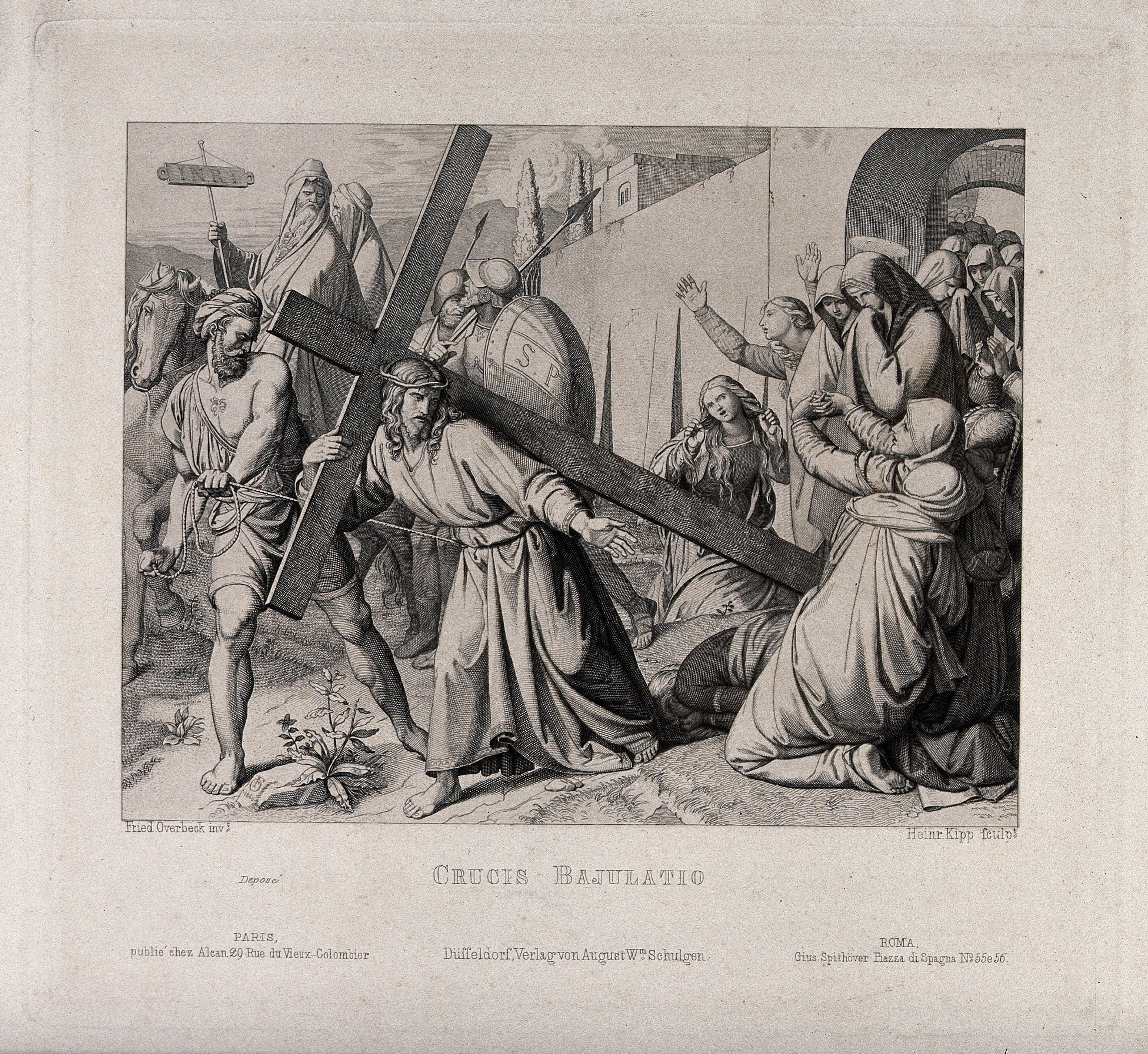
Crucis Bajulatio, Kupferstich von Kipp nach Friedrich Overbeck

Heinrich Kipp besuchte von 1840 bis 1852 die Kunstakademie Düsseldorf. An der Akademie waren Rudolf Wiegmann und Joseph Keller seine Lehrer. In Düsseldorf war er von 1850 bis 1853 Mitglied des Künstlervereins Malkasten. Dort unterrichtete er auch seinen Vetter, den späteren Kunstsammler Laurenz Heinrich Hetjens, im Zeichnen. Kipp stach religiöse Motive nach Vorlagen nazarenischer Künstler, 1850 etwa einen Kupferstich vom Zentralmotiv des Pfingstfensters des Kölner Doms. 1854 ging er nach Paris, wo sich seine Spuren verlieren.